# You Make Me Feel So Young
You Make Me Feel So Young è un brano musicale composto da Josef Myrow (musica) e Mack Gordon (testo). La prima incisione si ebbe nel musical Tre ragazze in blu dove è eseguito dai personaggi interpretati da Vera-Ellen e Charles Smith (rispettivamente doppiati da Carol Stewart e Del Porter). Frank Sinatra registrò la canzone nel 1956. A seguito del successo della versione di Sinatra, il brano venne inciso da svariati altri artisti inclusi Ella Fitzgerald, Perry Como, Chet Baker, Michael Bublé, e Chris Connor.

## Cover
- Frank Sinatra – Songs for Swingin' Lovers! (1956)
- Chris Connor – Chris Connor (1956)
- Jeri Southern – When Your Heart's on Fire (1957)
- Chet Baker - (Chet Baker Sings) It Could Happen to You (1958)
- Ella Fitzgerald – Get Happy! (1959)
- Perry Como – For the Young at Heart (1960)
- The Four Freshmen – Voices in Fun (1961)
- Michael Bublé – To Be Loved (2013)